# Oud-Lemiers
Oud-Lemiers (Limburgs: Aod Lemieësj) is een buurtschap in de gemeente Vaals in de Nederlandse provincie Limburg. In de buurtschap staan enkele huizen en boerderijen. De buurtschap ligt tussen het Nederlandse gedeelte van Lemiers en het Duitse gedeelte van Lemiers. Oud-Lemiers ligt tegen de grens met Duitsland aan die hier de Selzerbeek volgt. De buurtschap ligt in het Selzerbeekdal aan de voet van de Schneeberg.
In Oud-Lemiers staat de Sint-Catharinakapel. Ten noordoosten van de plaats staat het Kasteel Lemiers.
Oud-Lemiers is een beschermd dorpsgezicht.
Dorpen: Holset · Lemiers · Vaals · Vijlen

Buurtschappen: Raren · Mamelis · Camerig · Cottessen · Harles · Melleschet · Oud-Lemiers · Rott · Wolfhaag

Limburg: Steden en dorpen      Nederland: Provincies · Gemeenten